# Checkpoint Charlie

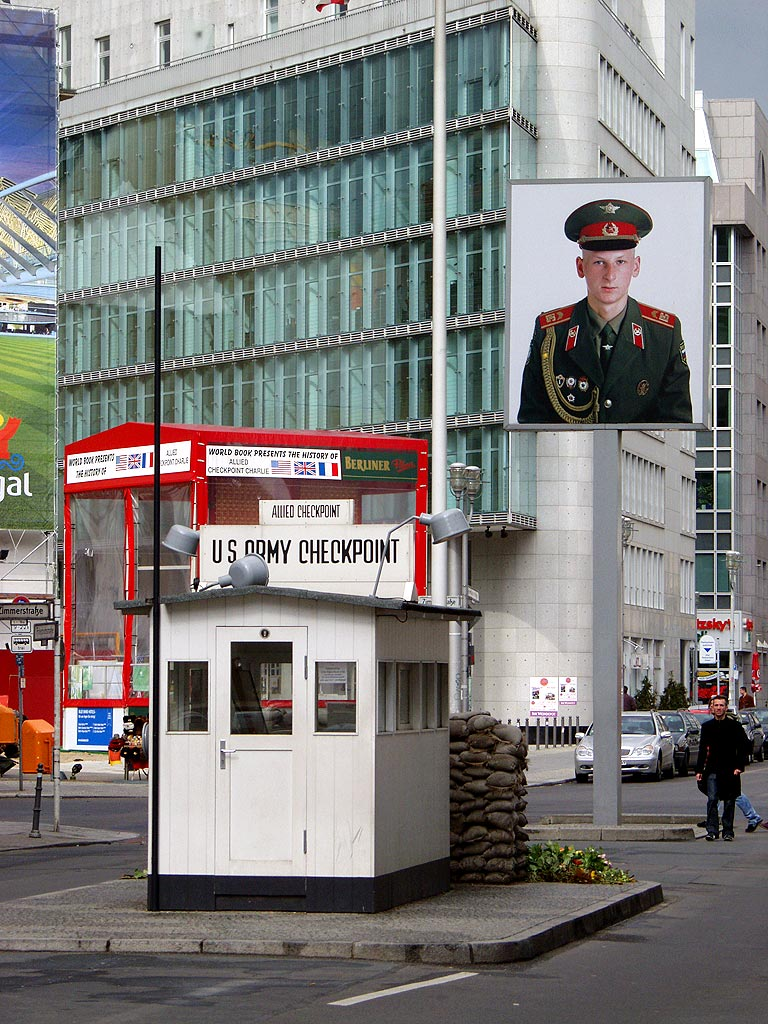
Checkpoint Charlie vist cap a l'Est, any 2004

El Checkpoint Charlie va ser el més famós dels passos fronterers del Mur de Berlín entre 1945 i 1990. Es trobava al carrer Friedrichstraße (actual districte de Kreuzberg) i obria el pas a la zona de control nord-americà amb la soviètica - on actualment s'uneixen els barris de Mitte i Kreuzberg. Només es permetia que en fessin ús els empleats militars i d'ambaixades dels aliats, estrangers, treballadors de la delegació permanent de l'RFA i funcionaris de la RDA.
La denominació Charlie procedeix de l'alfabet fonètic de l'OTAN, i és la seva tercera lletra. Checkpoint Alpha era el pas d'autopista a Helmstedt, Checkpoint Bravo el pas d'autopista a Dreilinden.
El Checkpoint Charlie va ser escenari de fugides espectaculars de Berlín Est, algunes especialment tràgiques com la mort de Peter Fechter, dessagnat en 1962 davant els ulls dels qui habitaven Berlín Oest.

## Incident del Checkpoint Charlie de l'octubre de 1961
Com a conseqüència de l'intent per part de la prefectura del SED de restringir els drets que com a aliats tenien a Berlín els poders occidentals, a l'octubre de 1961 tancs soviètics i nord-americans es van posicionar enfrontats amb munició pesant.

## Demolició
El punt de control va ser demolit el 22 de juny de 1990, de manera que llevat del que hi ha al Museu del Mur, del Checkpoint Charlie no en va quedar res que el recordés, fins al 13 d'agost de 2000, quan es va inaugurar una reconstrucció de la primera caseta de control, idèntica excepte en els sacs de sorra, que ara estan farcits de ciment.

## Actualitat
En l'actualitat el Checkpoint Charlie és una de les atraccions turístiques de Berlín. A part del lloc també es pot veure el museu dedicat a la història del Mur, l'última bandera del Kremlin i diversos fragments de la separació alemanya. Del 31 d'octubre de 2004 fins al 5 de juliol de 2005 hi va haver també un polèmic monument a les víctimes del règim de la RDA.